# Ridin' on a Rainbow
Ridin' on a Rainbow é um filme norte-americano de 1941, do gênero faroeste, dirigido por Lew Landers e estrelado por Gene Autry e Smiley Burnette.[carece de fontes?]

## Produção
Ambientado quase totalmente em um barco, este é um dos faroestes B mais sem ação da série de Gene Autry na Republic Pictures. Em compensação, é um dos mais musicais: nada menos que oito canções são apresentadas, inclusive Be Honest with Me, composta por Autry e Fred Rose, que recebeu uma indicação ao Oscar.
Além de Be Honest with Me, o famoso cowboy, cuja atuação é eclipsada, na maior parte do tempo, pela cantora adolescente Mary Lee, interpreta ainda a canção-título e Carry Me Back to the Lone Prairie.

## Sinopse
Um roubo a banco leva Gene Autry e o sidekick Frog ao barco Jolly Betsy, onde uma das atrações é a jovem cantora Patsy Evans. Eles descobrem que o pai dela está envolvido com os criminosos e têm dificuldade em contar-lhe a verdade.

## Principais premiações
| Prêmio | Categoria              | Situação                    |
| ------ | ---------------------- | --------------------------- |
| Oscar  | Melhor canção original | Indicado[carece de fontes?] |

## Elenco
| Ator/Atriz      | Personagem              |
| --------------- | ----------------------- |
| Gene Autry      | Gene Autry              |
| Smiley Burnette | Frog                    |
| Mary Lee        | Patsy Evans             |
| Carol Adams     | Sally Bartlett          |
| Ferris Taylor   | Capitão 'Lijah Bartlett |
| Georgia Caine   | Mariah Bartlett         |
| Byron Foulger   | Matt 'Pop' Evans        |
| Ralf Harolde    | Blake                   |
| Jimmy Conlin    | Joe                     |
| Guy Usher       | Xerife Jim Mason        |